# Деформація паперу
Деформа́ція папе́ру — зміна розмірів листа паперу в залежності від вологості повітря. Виражається у відсотках від початкових розмірів (знак плюс вказує про збільшення розмірів, знак мінус — про зменшення). 
Для виявлення деформації на дослідний зразок тиражного паперу у поздовжньому і поперечному направлені волокон наносять дві взаємно перпендикулярні лінії довжиною 200 мм. Виміри проводять женевською лінійкою з кроком поділки 0,02 мм. Потім зразок занурюють у воду не менше чим на 30 хв., а потім його висушують і ще раз вимірюють відстань, що відмічена на зразку. При зміні відстані розраховують відсоток деформації паперу. Якщо його лінійна деформація перевищує +0,5 % в поздовжньому напрямку і +2,5 % в поперечному, то папір не рекомендується використовувати для багатофарбових робіт.